# Abel Elias de Oliveira
Abel Elias de Oliveira (Barra Mansa, 30 de outubro de 1890 – Rio de Janeiro, 19 de janeiro de 1977) foi um farmacêutico brasileiro.
Foi eleito membro da Academia Nacional de Medicina em 1931, ocupando a Cadeira 92, que tem Isaac Werneck da Silva Santos como patrono.